# 上阪伸夫
上阪 伸夫（うえさか のぶお）は、ボニー・ピンクの音楽プロデューサーであり、国内最大級のフジパシフィック音楽出版（フジテレビ傘下）の元常務取締役。